# おごってジャンケン隊
『おごってジャンケン隊』（おごってジャンケンたい）は、現代洋子の漫画。1997年から1999年、2001年から2002年に『ビッグコミックスピリッツ』（小学館）にて連載された（前期は毎週、後期は隔週連載）。

## 概要
内容は有名芸能人（たまにスポーツ選手や作家など）おすすめの飲食店に作者の現代らが出向き、実際にその店を薦めた相手と対談するというノンフィクション形式。
担当編集者の八巻和弘（漫画にもレギュラーとして登場する）曰く「当初の企画段階では、有名人お薦めのレストランガイドのようなものをやりたかった」という。そのため対談の場となる飲食店は、原則として作中において店名や住所・連絡先（電話番号）等が明示された形で紹介される。ただし松嶋菜々子や相賀昌宏（小学館社長）の回など、稀にゲストの意向で店名や場所が伏せられる場合もあった。またつぶやきシローや佐藤藍子の回、読者参加イベントなどのように、飲食店以外の場所であらかじめ購入済みの飲食物を賭けるケースもあった。対談相手にはフジテレビ系『ポンキッキーズ』のキャラクターであるガチャピン、ムック、Pちゃんが登場したこともある。
この作品のメインは、毎回最後にその日の飲食代をかけて現代・八巻らとゲスト及びその関係者がジャンケンを行い、最後まで負け残った一人がその飲食代を全て自腹で支払わなければならないという点。しかもその飲食代について領収書をもらうことは許されていないため（店側が気を遣って領収書を出してくれる場合もあるが、必ず八巻が燃やしてしまう）、経費として処理することもままならない。そのため作品には「領収書不可の自腹お食事コミック」というサブタイトルがついている。この「負けたら全て自腹」というスタイルは「ぐるぐるナインティナイン」（日本テレビ）の企画「グルメチキンレース・ゴチになります!」を初めとして、テレビ番組等で多くのフォロワーを生んだ（ただし「ゴチになります!」では敗者に領収書が渡されており経費としての処理が可能なため、過酷さでは当作品の方が上である）。連載史上最高額の自腹を支払ったのは第29回の高橋源一郎で、109,430円である。
1999年に現代の妊娠により一時連載を休止した。2001年より隔週連載として復活するも、翌年に現代が第二子を妊娠したため連載を終了した。

## 社長DEジャンケン隊
現代の第二子の産休が明けた2004年より2006年1月まで、『ビッグコミックスペリオール』（小学館）誌上で連載されていた。ゲストが原則として「社長」（ここでは一代で事業を築き上げた実業家とほぼ同義で使われている）に限定されている以外は、旧『ジャンケン隊』とほぼ同様のスタイル・内容を貫いている。